# لتروکس
لتیسیا پینیرو د نوواس، معروف به لتروکس (زاده ۵ ژانویه ۱۹۸۲)، خواننده، ترانه‌سرا، بازیگر و نویسنده برزیلی است.
نوائس در ریودوژانیرو به دنیا آمد و بازیگری را در خانه هنر Laranjeiras و ادبیات را در دانشگاه فدرال ریودوژانیرو آموخت. او در نوجوانی به موسیقی نزدیک شد و نواختن گیتار را به عنوان یک نوازنده خودآموز آموخت و گروه راک لتیساس و بعداً گروه موسیقی الکترونیک Menage à trois را تأسیس کرد. در سال ۲۰۰۸، او با دوست پسرش، لوکاس واسکونسلوس، گروه دو نفره Letuce را تشکیل داد. که با او ۳ آلبوم ضبط کرد.